# Monte Behistun

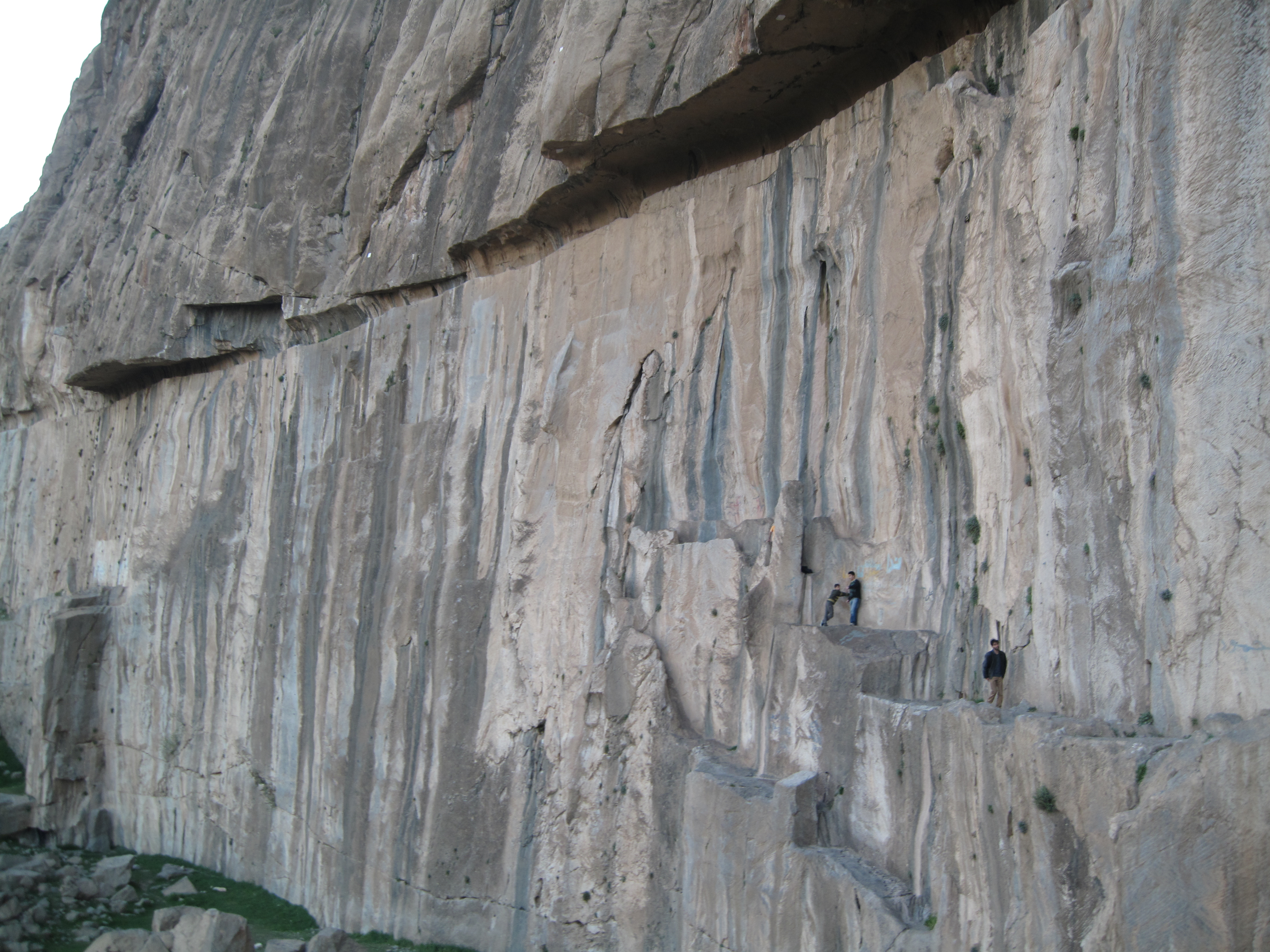

Il monte Behistun è una montagna situata nella provincia di Kermanshah, nella parte ovest dell'Iran a 525 km da Teheran, nei pressi dell'antica Via Reale di Persia.
Il monte è principalmente conosciuto per ospitare alcune iscrizioni redatte durante l'epoca di Dario I (VI secolo a.C.) che occupano 116 ettari.

## Descrizione
È nota per la famosa iscrizione di Behistun e per il rilievo roccioso su cui il grande re achemenide Dario il Grande fece incidere, intorno al 500 a.C., la narrazione delle sue imprese. Si trova sulle pendici della montagna di Harsin, a 30 km dalla città di Kermanshah. L'iscrizione, alta 7 metri e 80 centimetri e lunga 22 metri, presenta cinque colonne al centro scritte in cuneiforme persiano antico. Su tutti questi cinque pilastri, Ahura Mazda è visto in forma umana con una barba rettangolare e appare in mezzo ai grandi raggi del sole che illuminano le sue luci. Ahura Mazda può anche essere visto tenere un anello nella mano sinistra che viene allungata a Dario, indicando che Ahura Mazda sta eseguendo le cerimonie di incoronazione di Dario il Grande come re di Persia.

## Leggenda
Intorno al monte Behistun è nata una leggenda, scritta dal poeta persiano Nizami Ganjavi, su un uomo di nome Farhad, amante di Shirin, moglie di Cosroe II. La leggenda narra che, esiliato per la sua trasgressione, Farhad ricevette il compito di abbattere la montagna; se ci fosse riuscito, avrebbe ottenuto il permesso di sposare Shirin. Dopo molti anni e la rimozione di metà della montagna, trovò l'acqua, ma Cosroe II lo informò che Shirin era morta. Impazzì, gettò l'ascia giù per la collina, baciò la terra e morì. Nel libro di Cosroe e Shirin si narra che la sua ascia fu ricavata da un albero di melograno e che, nel punto in cui gettò l'ascia, crebbe un albero di melograno con frutti che avrebbero curato i malati. Shirin non era morta, secondo la storia, e ha pianto quando ha sentito la notizia.

## Galleria d'immagini

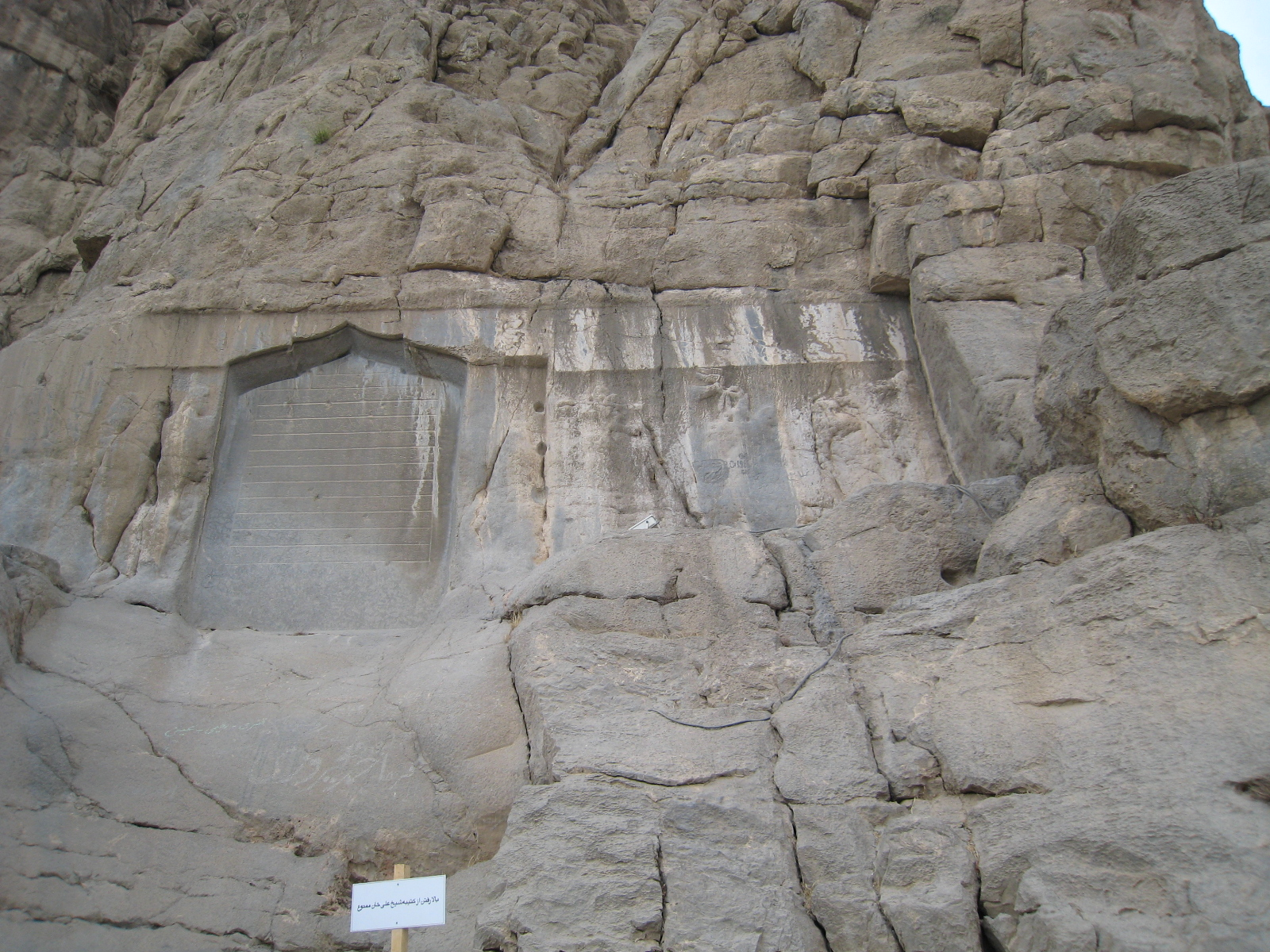
Goudarz
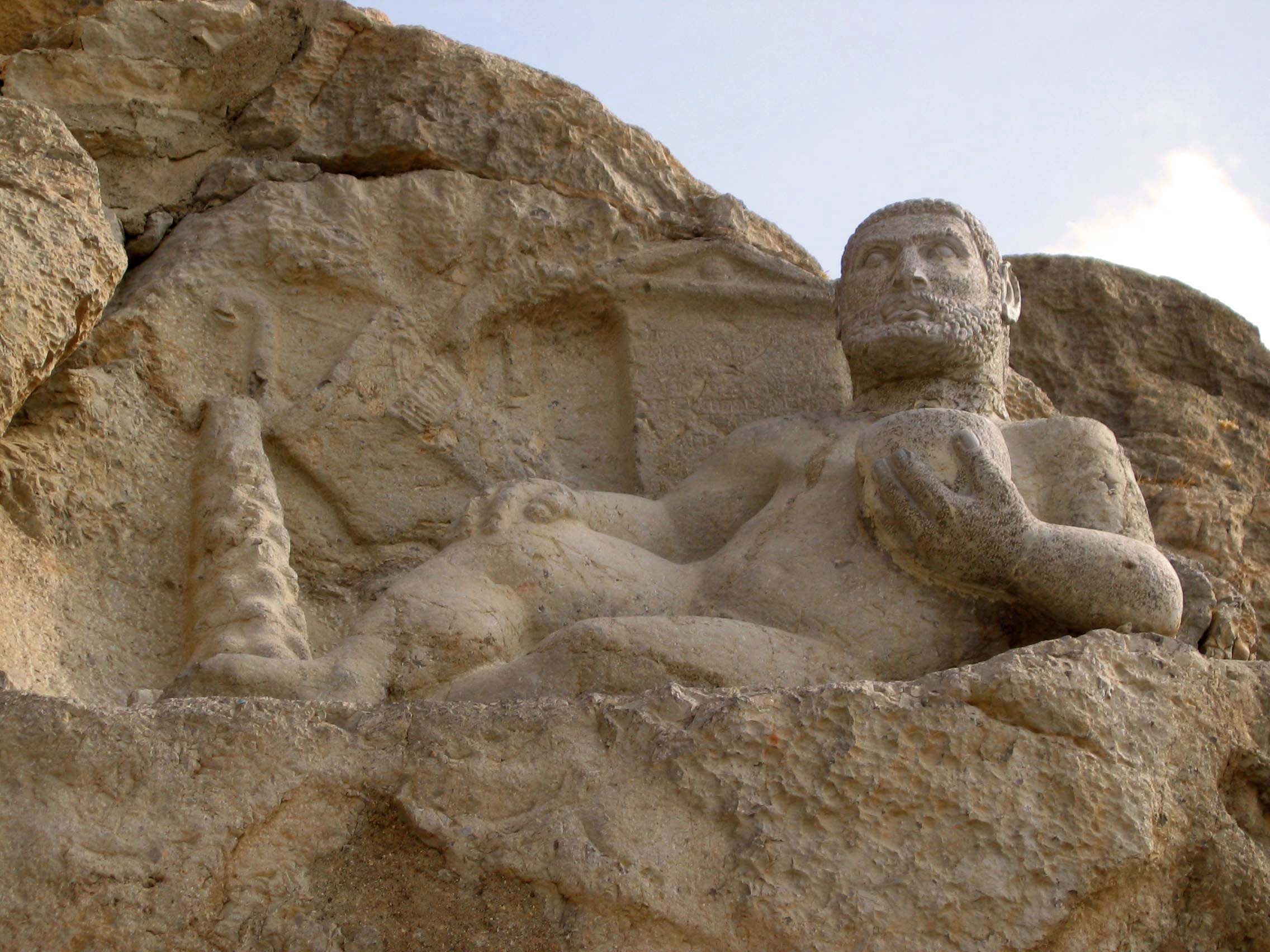
Statua di Ercole
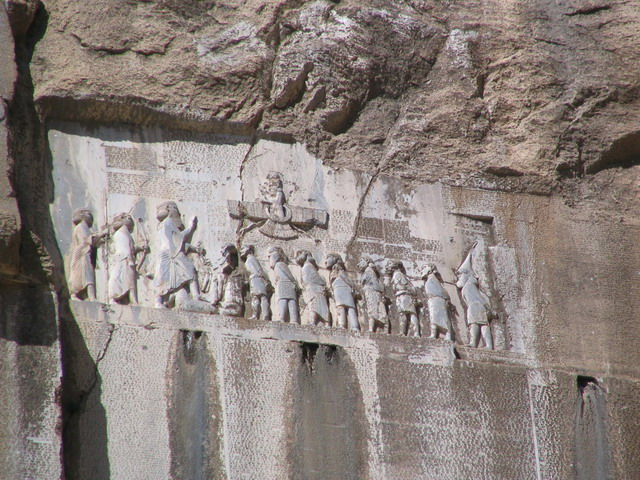
Iscrizioni di Bisotun